# Theo James
Theodore Peter James Kinnaird Taptiklis (Oxford; 16 de diciembre de 1984), conocido simplemente como Theo James, es un actor británico. Criado en Oxford, destacó en sus estudios y en 2007 obtuvo una licenciatura en filosofía en la Universidad de Nottingham, además de haberse formado en la Bristol Old Vic Theatre School. Aunque inicialmente tenía planes de ser cantante, logró un papel en la serie A Passionate Woman tras haber audicionado por diversión y al poco tiempo apareció en otras producciones que le dieron popularidad, entre estas las series Bedlam y Golden Boy.
Ganó notoriedad en el cine al interpretar al personaje de Tobias «Cuatro» Eaton en las películas Divergent (2014), Insurgent (2015) y Allegiant (2016), papel que le valió algunos premios. Además de ello, personificó a David en Underworld: Awakening (2012) y Underworld: Blood Wars (2016). Posteriormente, dio voz al personaje de Hector en la serie animada Castlevania y a Vesemir en la película animada The Witcher: Nightmare of the Wolf (2021). En 2022, interpretó a Cameron en la segunda temporada de The White Lotus, actuación que le valió una nominación a los Premios Primetime Emmy.

## Biografía

### 1984-2010: Primeros años e inicios como actor
Theodore Peter James Kinnaird Taptiklis nació el 16 de diciembre de 1984 en la ciudad de Oxford, perteneciente al condado de Oxfordshire en Inglaterra (Reino Unido). Es el menor de cinco hijos (tres varones y dos mujeres) del matrimonio entre Philip Taptiklis y Jane Martin. Posee ascendencia griega por parte de su abuelo paterno. Fue criado en la aldea de Askett y asistió a la Aylesbury Grammar School, escuela exclusiva para varones. Posteriormente, ingresó a la Universidad de Nottingham y obtuvo su licenciatura en filosofía en el 2007. Después, asistió a la escuela de arte dramático Bristol Old Vic Theatre School, donde fue compañero de la actriz Antonia Thomas.
Inicialmente, James buscaba una carrera como cantante y perteneció a varias bandas independientes, aunque ninguna lanzó nunca ningún álbum. De acuerdo con Digital Spy, su voz es de barítono y, además de cantar, es capaz de tocar la guitarra, el saxofón, el piano y la armónica. En 2009, acompañó a su novia Ruth Kearney (quien más tarde también se convertiría en actriz) para audicionar para un rol en A Passionate Woman, serie de televisión basada en la obra de teatro de 1992 escrita por la guionista británica Kay Mellor. James no buscaba ningún papel, sino que simplemente audicionó por diversión; sin embargo, resultó elegido y protagonizó la serie en el 2010, que constó de dos episodios. Ese mismo año, apareció como invitado en la serie de televisión Downton Abbey interpretando a Kemal Pamuk, un diplomático turco. Igualmente, apareció en la película Conocerás al hombre de tus sueños (2010) como Ray; el filme obtuvo críticas mixtas y consiguió recaudar 34 millones de dólares.

### 2011-2017:Golden Boyy saga deDivergente

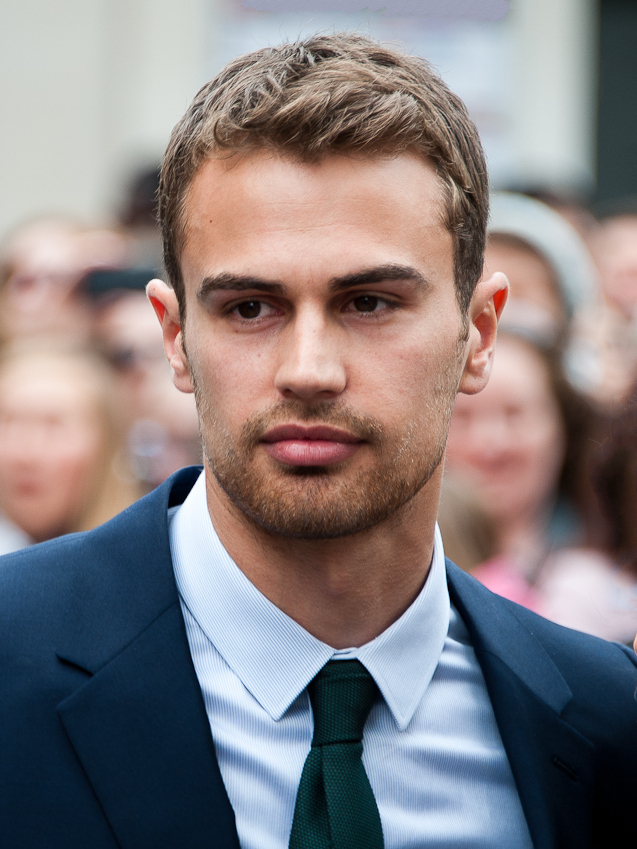
James en el estreno de Divergente en Los Ángeles.

En 2011, James protagonizó la primera temporada de la serie de televisión de drama sobrenatural Bedlam, que constó de seis episodios. Tras la culminación de la temporada, apareció en The Inbetweeners Movie, filme que obtuvo críticas mixtas, pero se convirtió en un éxito en taquilla al recaudar casi 90 millones de dólares. Después, dio vida al personaje de David en Underworld: Awakening (2012), que pese a recibir críticas negativas, recaudó 170 millones de dólares mundialmente, casi tres veces su presupuesto inicial de 70 millones. Posteriormente, hizo un cameo en el filme The Domino Effect y apareció en dos episodios de las series Case Sensitive y Room at the Top interpretando los papeles de Aidan Harper y Jack Wales, respectivamente. En 2013, protagonizó la serie Golden Boy de CBS con el rol de Walter William Clark, Jr. En su primer episodio, la serie obtuvo 10.56 millones de espectadores en Estados Unidos, y a lo largo de la temporada, el número de televidentes circuló entre siete y diez millones. Igualmente, recibió críticas favorables por parte de los especialistas, quienes alabaron la actuación de James y la originalidad de la trama. Sin embargo, CBS canceló la serie debido a «los mediocres niveles de audiencia».
James fue elegido para el rol protagónico de Tobias «Cuatro» Eaton en la película Divergente (2014), adaptación cinematográfica de la novela homónima escrita por Veronica Roth. La película tuvo críticas mixtas, pero se convirtió en un éxito en taquilla al recaudar 288 millones de dólares, más de tres veces su presupuesto. Su actuación lo hizo acreedor de un premio en los Teen Choice Awards de 2014 como mejor actor de película de acción, además que en los People's Choice Awards de 2015 ganó junto a Shailene Woodley el premio a mejor dúo de película. James repitió su papel en las secuelas The Divergent Series: Insurgent (2015) y The Divergent Series: Allegiant (2016), películas que, sin embargo, no lograron repetir el éxito de la primera entrega y tuvieron críticas negativas.

### 2018-actualidad:Castlevaniay trabajos como productor
James dio voz al personaje de Hector en la serie animada Castlevania entre su segunda y cuarta temporada. Después, protagonizó y fue productor ejecutivo de las películas Backstabbing for Beginners (2018) y Lying and Stealing (2018), así como de la serie histórica Sanditon. Dio voz a una versión joven del personaje de Vesemir en un episodio de la serie The Witcher en 2019 y luego repitió su papel, aunque en una versión más adulta, en la película animada The Witcher: Nightmare of the Wolf (2021). En 2022, interpretó al personaje de Cameron en la segunda temporada de The White Lotus y su actuación le valió una nominación a los Premios Primetime Emmy como mejor actor de reparto en una serie dramática.

## Vida personal y filantropía
James inició una relación con la actriz irlandesa Ruth Kearney, a quien conoció mientras estudiaban en la Bristol Old Vic Theatre School en 2009 y con quien se casó en 2018. En agosto de 2021, la pareja tuvo a su primera hija. En junio de 2023 se hizo público que estaban esperando un segundo hijo.
Por otra parte, en junio de 2016 viajó a Grecia con el Alto Comisionado de las Naciones Unidas para los Refugiados para conocer y ayudar a refugiados de la guerra civil siria. Desde entonces, ha promovido la consciencia a los daños ocasionados por la guerra y también el apoyo a los más afectados. Tras el viaje, redactó un artículo para CNN explicando a detalle la situación de los refugiados sirios.

## Filmografía
| Año  | Título                             | Rol                   | Notas                       |
| ---- | ---------------------------------- | --------------------- | --------------------------- |
| 2010 | Conocerás al hombre de tus sueños  | Ray                   |                             |
| 2011 | The Inbetweeners Movie             | James                 |                             |
| 2012 | Underworld: Awakening              | David                 |                             |
| 2012 | The Domino Effect                  | Invitado en la fiesta | Cameo                       |
| 2014 | Divergente                         | Tobias «Cuatro» Eaton |                             |
| 2015 | The Divergent Series: Insurgent    | Tobias «Cuatro» Eaton |                             |
| 2015 | El Benefactor                      | Luke                  |                             |
| 2016 | The Divergent Series: Allegiant    | Tobias «Cuatro» Eaton |                             |
| 2016 | Underworld: Blood Wars             | David                 |                             |
| 2016 | War on Everyone                    | Señor James Mangan    |                             |
| 2016 | The Secret Scipture                | Father Gaunt          |                             |
| 2017 | Backstabbing for Beginners         | Michael Sullivan      |                             |
| 2018 | London Fields                      | Guy Clinch            |                             |
| 2018 | Zoe                                | Ash                   |                             |
| 2018 | How It Ends                        | Will Younger          | También productor ejecutivo |
| 2019 | Lying and Stealing                 | Ivan                  |                             |
| 2020 | Archive                            | George Almore         | También productor           |
| 2021 | The Witcher: Nightmare of the Wolf | Vesemir               | Voz                         |
| 2022 | Dual                               | Robert Michaels       |                             |
| 2022 | Mr. Malcolm's List                 | Henry Ossory          |                             |
| 2025 | The Monkey                         | Hal/Bill Shelburn     |                             |

| Año           | Título                                   | Rol                       | Notas                                   |
| ------------- | ---------------------------------------- | ------------------------- | --------------------------------------- |
| 2010          | A Passionate Woman                       | Alex Crazenovski          | Protagonista                            |
| 2010          | Downton Abbey                            | Kemal Pamuk               | 1 episodio                              |
| 2011          | Bedlam                                   | Jed Harper                | 6 episodios                             |
| 2012          | Case Sensitive                           | Aidan Harper              | 2 episodios                             |
| 2012          | Room at the Top                          | Jack Wales                | 2 episodios                             |
| 2013          | Golden Boy                               | Walter William Clark, Jr. | Protagonista                            |
| 2018–2021     | Castlevania                              | Hector                    | Voz; 16 episodios                       |
| 2019–2022     | Sanditon                                 | Sidney Parker             | 9 episodios; también producto ejecutivo |
| 2019          | Cristal Oscuro: La era de la resistencia | Rek'yr                    | Voz; 3 episodios                        |
| 2019          | The Witcher                              | Vesemir joven             | Voz; 1 episodio                         |
| 2022          | The Time Traveler's Wife                 | Henry DeTamble            | Protagonista; 6 episodios               |
| 2022          | The White Lotus                          | Cameron Sullivan          | Elenco principal (temporada 2)          |
| 2024-presente | The Gentlemen                            | Edward «Eddie» Horniman   | Protagonista; 8 episodios               |
| 2024          | X-Men '97                                | Bastion                   | Voz, 4 episodios                        |

## Premios y nominaciones
| Año  | Premiación                       | Nominado por    | Categoría                                                   | Resultado | Ref.                 |
| ---- | -------------------------------- | --------------- | ----------------------------------------------------------- | --------- | -------------------- |
| 2014 | Teen Choice Awards               | Divergente      | Estrella de película revelación                             | Nominado  | [ 16 ]               |
| 2014 | Teen Choice Awards               | Divergente      | Mejor actor de película de acción                           | Ganador   | [ 16 ]               |
| 2014 | Young Hollywood Awards           | Divergente      | Actor favorito                                              | Nominado  | [ 29 ]               |
| 2014 | Young Hollywood Awards           | Divergente      | Mejor dúo en pantalla (compartido con Shailene Woodley)     | Nominado  | [ 29 ]               |
| 2015 | People's Choice Awards           | Divergente      | Mejor dúo en pantalla (compartido con Shailene Woodley)     | Ganador   | [ 17 ]               |
| 2015 | Teen Choice Awards               | Insurgente      | Mejor beso de película (compartido con Shailene Woodley)    | Ganador   | [ 30 ] [ 31 ]        |
| 2015 | Teen Choice Awards               | Insurgente      | Mejor actor de película de acción/aventura                  | Nominado  | [ 30 ] [ 31 ]        |
| 2016 | Teen Choice Awards               | Allegiant       | Mejor actor de película de acción/aventura                  | Nominado  | [ 32 ] [ 33 ] [ 34 ] |
| 2016 | Teen Choice Awards               | Allegiant       | Mejor beso de película (compartido con Shailene Woodley)    | Nominado  | [ 32 ] [ 33 ] [ 34 ] |
| 2016 | Teen Choice Awards               | Allegiant       | Mejor química en película (compartido con Shailene Woodley) | Nominado  | [ 32 ] [ 33 ] [ 34 ] |
| 2023 | Premios del Sindicato de Actores | The White Lotus | Mejor reparto de televisión - Drama                         | Ganador   | [ 35 ]               |
| 2023 | Premios Primetime Emmy           | The White Lotus | Mejor actor de reparto en una serie dramática               | Nominado  | [ 24 ]               |